# Opisthacantha nubila
Opisthacantha nubila är en stekelart som beskrevs av Alan Parkhurst Dodd 1930. Opisthacantha nubila ingår i släktet Opisthacantha och familjen Scelionidae. Inga underarter finns listade i Catalogue of Life.